# Benjamin Rust
Benjamin Rust (* 5. Dezember 1979 in Wuppertal) ist ein deutscher Basketballspieler. Er lief für Brandt Hagen und die Schwelmer Baskets in der Basketball-Bundesliga auf und bestritt insgesamt 66 Einsätze in der höchsten deutschen Spielklasse.

## Laufbahn
Über die BG Wuppertal kam Rust zum Bundesligisten Brandt Hagen, für den er im September 1999 seinen Einstand in der Basketball-Bundesliga gab. Bis 2003 war der 1,99 Meter lange Flügelspieler in Hagen aktiv, wobei er neben den Bundesliga-Einsätzen für Brandt auch Zweitligapartien für die BG Hagen absolvierte.
2003 wechselte Rust zu den Schwelmer Baskets und stieg mit der Mannschaft im ersten Jahr in die Bundesliga auf. In der Saison 2004/05 stand er für die Schwelmer in 21 Bundesliga-Spielen auf dem Feld und verbuchte im Schnitt fünf Punkte pro Begegnung. 2005 ging Rust zu Phoenix Hagen in die zweite Liga und kehrte im Januar 2008 nach Schwelm zurück. Die Mannschaft ging mittlerweile in der Regionalliga ins Rennen. Rust blieb dort bis 2010, es folgte in der Saison 2009/10 ein Spieljahr beim FC Schalke 04 in der Regionalliga, zwischen 2010 und 2013 verstärkte er die BG Hagen (ebenfalls Regionalliga).
2013 wechselte Rust zu Rote Erde Schwelm in die Oberliga und stieg mit der Mannschaft in die 2. Regionalliga auf. Im Frühjahr 2016 übernahm er dort das Traineramt. Er spielte für Schwelm auch im Altherrenbereich sowie ab 2019 für SV Haspe 70, mit dem er deutscher Meister wurde.